# Província de Chieti
La província de Chieti  és una província que forma part de la regió dels Abruços dins d'Itàlia. La seva capital és Chieti.
És la província més poblada de la regió i la segona més gran en extensió. Limita al nord-oest amb la província de Pescara, al sud-oest amb la província de L'Aquila i el Molise (al sud amb la província d'Isernia i el sud-est amb la província de Campobasso). Per al nord-est està banyada pel mar Adriàtic.
Té una àrea de 2.599 km², i una població total de 389.708 hab. (2016). Hi ha 104 municipis a la província.